# Гарагусо
Гарагусо (итал. Garaguso) — коммуна в Италии, расположена в регионе Базиликата, подчиняется административному центру Матера.
Население составляет 1193 человека, плотность населения составляет 31 чел./км². Занимает площадь 38 км². Почтовый индекс — 75010. Телефонный код — 0835.
Покровителем коммуны почитается святой Гауденций (San Gaudenzio). Праздник ежегодно празднуется 14 августа.